# Klitgård
Klitgaard blev udstykket fra Gettrup i 1664 med navnet Klittensbjerg. Gården ligger ved Gerå i Ulsted Sogn, Aalborg Kommune, Region Nordjylland, tidligere Hals Kommune, Kær Herred, Ålborg Amt.
Klitgaard Gods er på 1015 hektar med Civagaard, Vadsholt, Gettrup, Sønder Badsbjerg og Nørre Badsbjerg

## Ejere af Klitgaard
- (1664-1674) Ide Hansdatter Lindenov, datter af Hans Johansen Lindenov (rigsråd) gift med Steen Sivertsen Beck (1604-1648)
- (1674) Kirstine Steensdatter Beck datter af ovenstående og gift med nedenstående.
- (1674-1685) Frederik Knudsen Rodsteen gift med ovenstående.
- (1685-1719) Kirstine Steensdatter Beck enke efter ovenstående.
- (1719-1730) Else Elisabeth Frederiksdatter Rodsteen (arving som ældste datter af Kirstine og Frederik ovenfor)
- (1730-1733) Kirstine Birgitte Bille gift Holck
- (1733-1776) Schack Vittinghof greve Holck
- (1776-1780) Burchard Georg Vittinghof greve Holck
- (1780-1790) Søren Hesselbjerg
- (1790-1800) Mette Nielsdatter gift Hesselbjerg
- (1800) Martha Sørensdatter Hesselbjerg gift Schack
- (1800-1834) Christian B. Schack
- (1834-1839) Enke Fru Schack
- (1839-1879) Erhard Christian Frost
- (1879-1883) Lorents Johannes Frost
- (1883-1893) Enke Fru Frost
- (1893-1924) Rudolf rigsgreve von Platen zu Hallermund (nr.1)
- (1924-1954) Oscar rigsgreve von Platen zu Hallermund
- (1954-1971) Rudolf rigsgreve von Platen zu Hallermund (nr.2)
- (1971-1986) Morten Bundgaard
- (1986-2000) Anders Bundgaard
- (2000-) Klitgaard Agro A/S

## Ekstern henvisninger
- Klitgaard Gods
- Civagaard